# نگرانی‌های متحد ماکیان

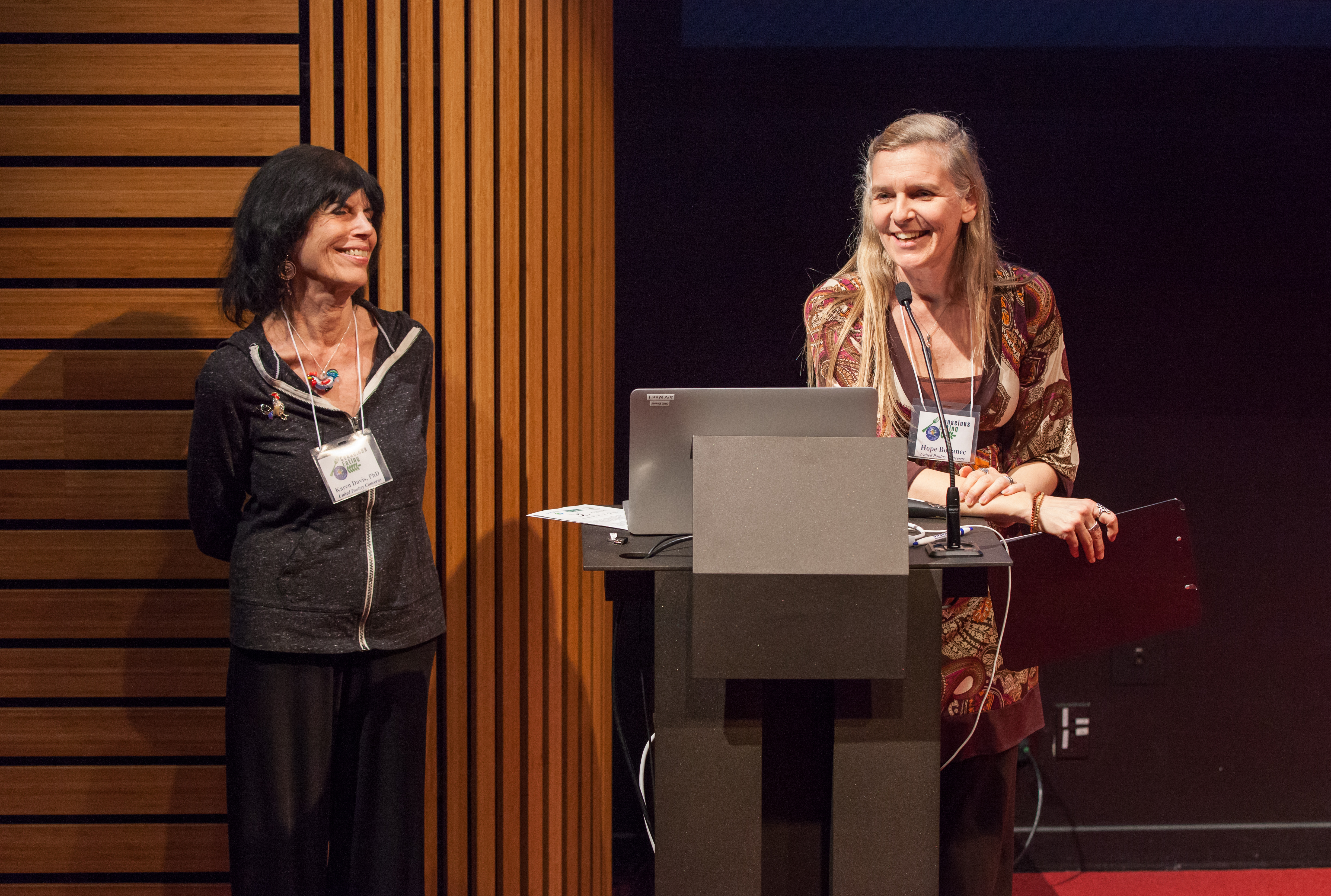
هوپ بوهانک رئیس و بنیانگذار UPC کارن دیویس را در کنفرانس تغذیه آگاهانه ۲۰۱۸ در برکلی، کالیفرنیا معرفی می‌کند.

نگرانی‌های متحد ماکیان (به انگلیسی: United Poultry Concerns)، یک سازمان ملی غیرانتفاعی حقوق حیوانات در ایالات متحده است که به درمان ماکیان از جمله مرغ، مرغابی و بوقلمون در تولید غذا، علم، آموزش، سرگرمی و موقعیت‌های همراهی انسان می‌پردازد. این سازمان در سال ۱۹۹۰ توسط کارن دیویس، مدافع حقوق حیوانات و نویسنده بنیان‌گذاری شد.